# Graphe orienté acyclique
Pour les articles homonymes, voir DAG.

Un exemple de graphe orienté acyclique

En théorie des graphes, un graphe orienté acyclique (en anglais directed acyclic graph ou DAG), est un graphe orienté qui ne possède pas de circuit. Un tel graphe peut être vu comme une hiérarchie.

## Définition
Un graphe orienté acyclique est un graphe orienté qui ne possède pas de circuit.

## Arbre et tri topologique
- On peut toujours trouver un sous-graphe couvrant d’un graphe orienté acyclique qui soit un arbre (resp. une forêt).
- Dans un graphe orienté acyclique, la relation d'accessibilité R(u, v) définie par « il existe un chemin de u à v » est une relation d'ordre partielle. L'algorithme du tri topologique permet de numéroter les sommets d'un graphe orienté acyclique de manière compatible avec cet ordre (autrement dit, s'il existe un chemin de u à v dans le graphe, alors le numéro de u est inférieur à celui de v).
- Cette numérotation facilite la représentation par niveaux. Pour le graphe orienté acyclique ci-dessus, les sommets (7, 5, 3) forment le niveau 1, (11, 8) formant le niveau 2, (2, 9, 10) le niveau 3. Un arc de 8 vers 11 introduirait 4 niveaux, imposés par le chemin (3, 8, 11, 2).

## Aspects algorithmiques
- Le problème des plus courts chemins à partir d'une source peut être résolu en temps linéaire dans un tel graphe.
- Il est possible de trouver une couverture par chemins minimale en temps polynomial, alors que c'est un problème NP-complet dans un graphe orienté quelconque.[réf. nécessaire]
- Étant donné un graphe orienté, on peut toujours enlever un certain nombre de sommets pour le transformer en graphe acyclique. Un tel ensemble est appelé coupe-cycles de sommets (feedback vertex set). Le problème algorithmique associé consiste à trouver un tel ensemble de cardinal minimum.

## Utilisations
La notion formalise un outil traditionnel d’analyse, dont on trouve des exemples :
- en matière d'ordonnancement de projet, d'organigrammes…
- dans tous les modèles par couches, tel que le modèle OSI, le modèle de Bühler (ou de Taber-Nida) des fonctions du langage, ou en psychologie la pyramide des besoins de Maslow.
- La technologie IOTA de transactions sécurisées a pour structure de donnée sous-jacente un graphe orienté acyclique contrairement à la blockchain plus classique qui a pour structure de donnée sous-jacente un arbre enraciné  (les « chaînes » sont les chemins de la racine aux feuilles). Chaque transaction est un nœud du graphe.

En informatique, la notion s'applique en particulier pour la représentation des termes avec partage, pour l'organisation des démonstrations en déduction naturelle ou pour la théorie des langages de l’orientation objet, en ce qui concerne la classification des types.  